# Musée nordique
Le Musée nordique (Nordiska museet en suédois), situé à sur l'île de Djurgården à Stockholm en Suède, est un musée consacré à l'histoire du peuple suédois et de sa culture depuis la fin du Moyen Âge jusqu'à l'époque contemporaine. Il a été fondé au début du XIXe siècle par Artur Hazelius, qui a également fondé le musée de plein air Skansen. Ces deux musées faisaient initialement partie du même projet et sont devenus indépendants en 1963. Les objets présentés à Skansen sont encore aujourd'hui la propriété du Musée nordique.

## Histoire

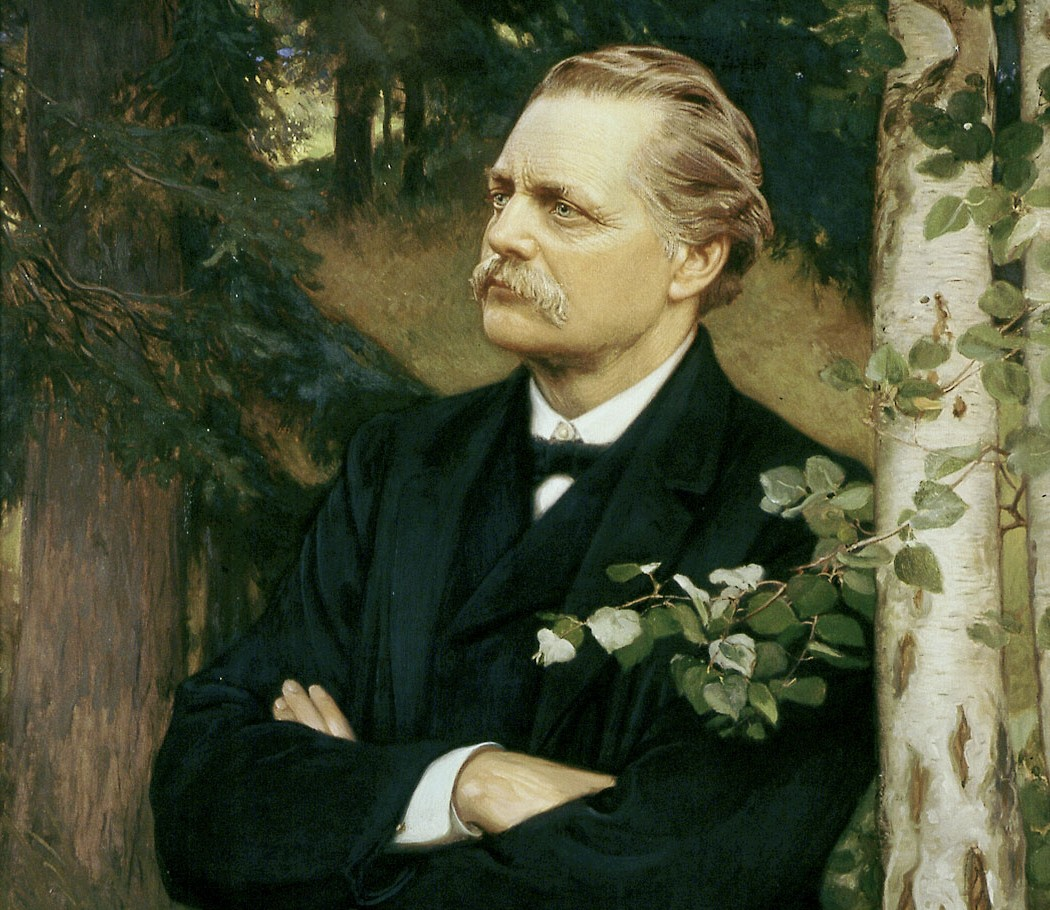
Artur Hazelius.

À l'origine, de 1873 jusqu'en 1880, il représentait la culture de toute la Scandinavie et se nommait « Collection ethnographique scandinave » (Skandinavisk-etnografiska samlingen) mais Artur Hazelius a dû se limiter à la seule Suède. Les expositions présentent différents aspects de la vie en Suède suivant les époques, et dans les différentes couches de la population. Elles ont pour thèmes l'artisanat, les traditions, la nourriture, l'habitat, les jouets, l'habillement…
Bien que le projet n'ait pas initialement reçu le financement gouvernemental espéré, Hazelius reçut un large soutien et des dons. En 1898, la Société pour la promotion du musée nordique (Samfundet för Nordiska Museets Främjande) comptait 4 525 membres. Le Riksdag a alloué de l'argent aux musées en 1891 et a doublé le montant en 1900, l'année avant la mort de Hazelius.

## Bâtiment

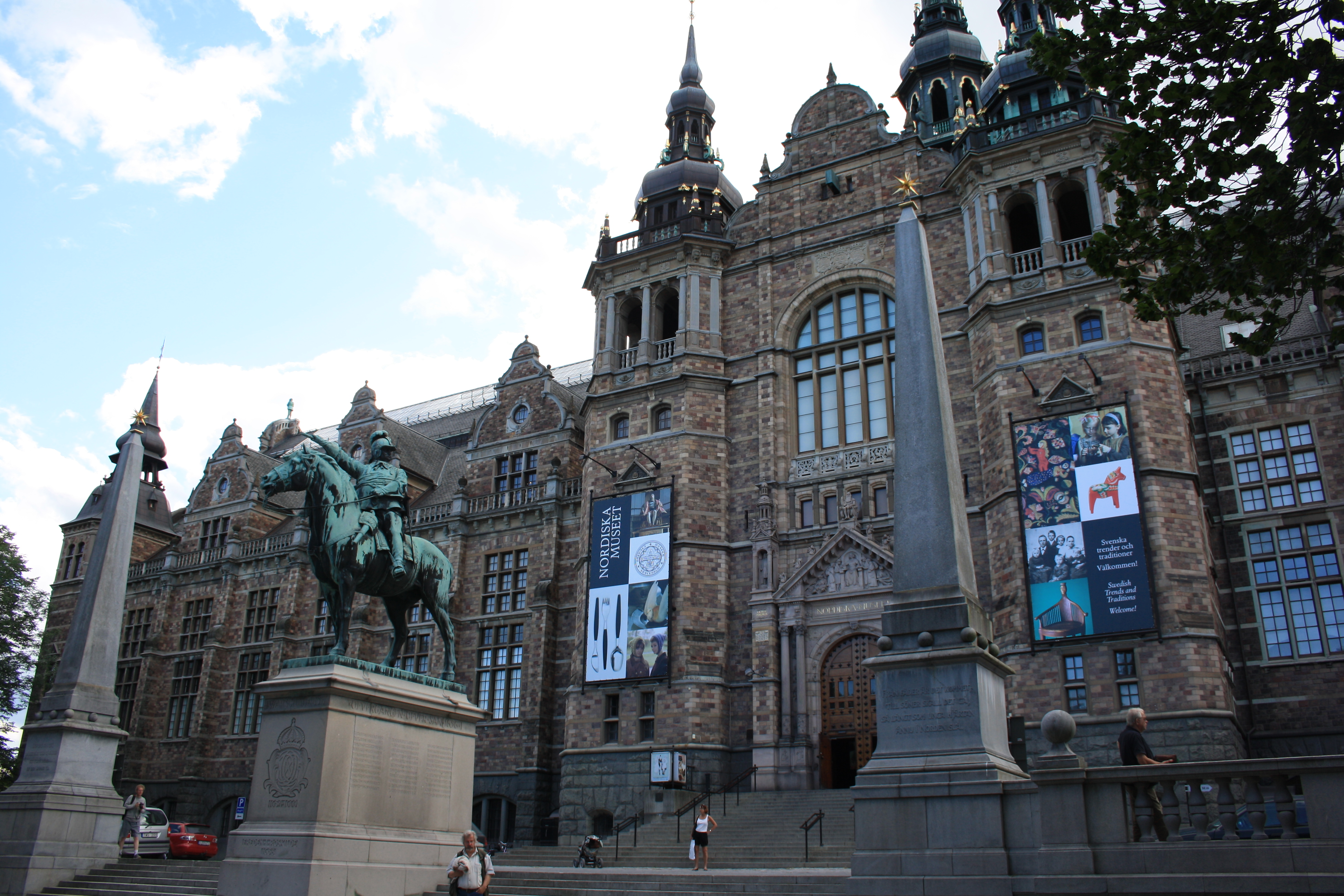
L'entrée du musée.

Le bâtiment abritant le musée a été conçu par Isak Gustaf Clason et construit entre 1888 et 1907. Les plans initiaux étaient beaucoup plus ambitieux et prévoyaient un bâtiment quatre fois plus grand. Il est inspiré de l’architecture de la Renaissance danoise, dont le château de Frederiksborg est le fleuron.
Le cœur du bâtiment « cathédralesque » est occupé par un immense hall principal de 126 mètres de long traversant tous les étages jusqu'au toit et dominé par l'énorme sculpture du roi-fondateur Gustav Ier Vasa.
Pour la construction, la brique et le granit ont été utilisés pour les murs, tandis que le béton a été utilisé pour la toiture.

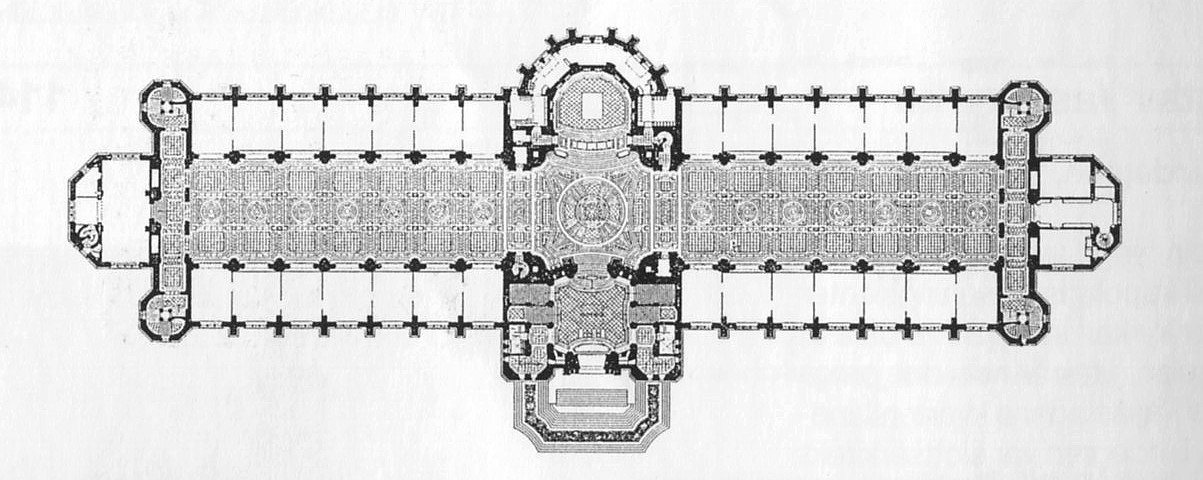
Plan du rez-de-chaussée du musée.

## Collections
Le musée possède plus de 1,5 million d'objets dans ses collections, notamment des bâtiments tels que la ferme Julita à Södermanland, Svindersvik à Nacka, le château de Tyresö à Tyresö, la ferme de l'aumônier à Härkeberga près d'Enköping et la Villa Lusthusporten à Stockholm, de style néo-baroque avec un décor intérieur Art nouveau.

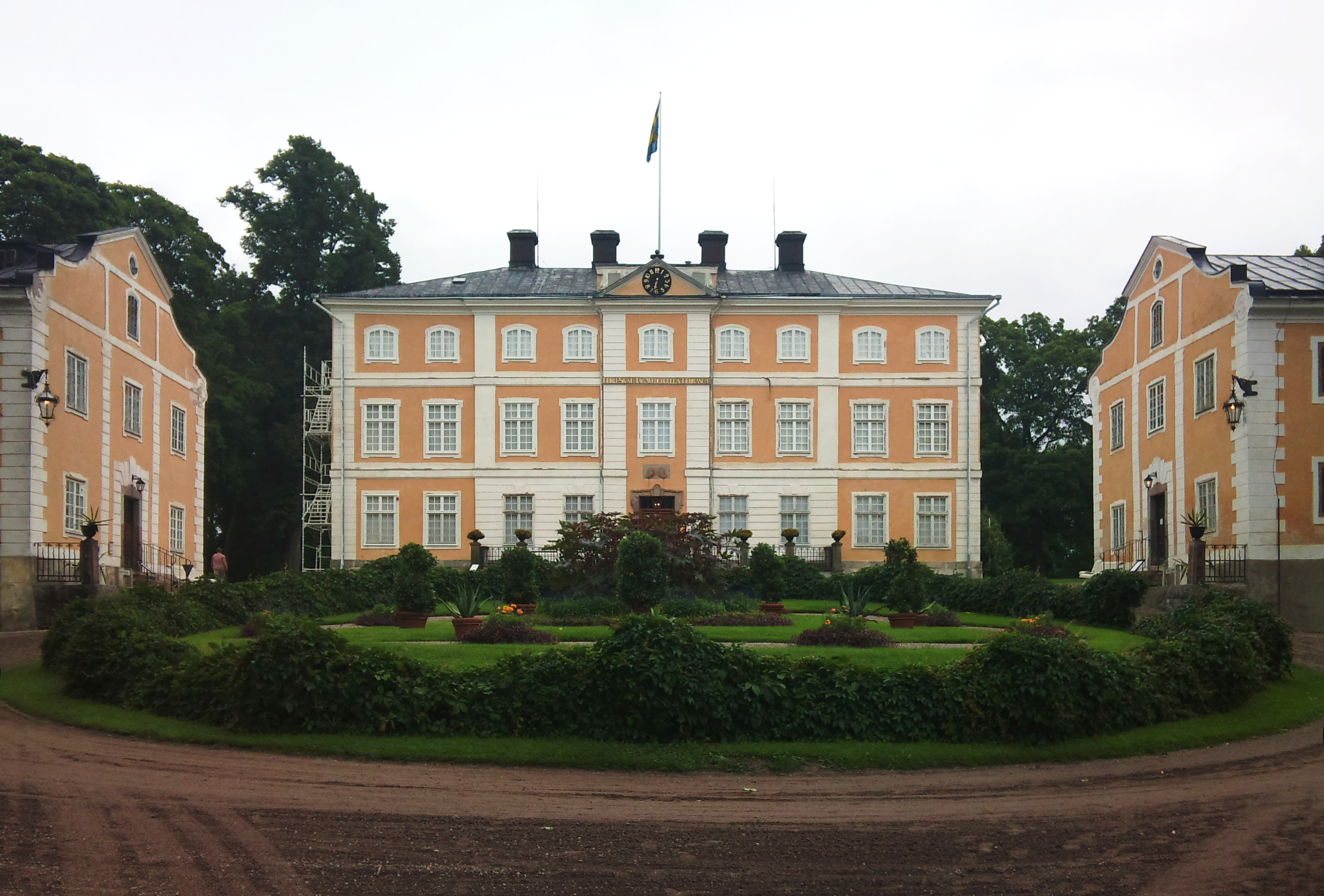
Ferme Julita
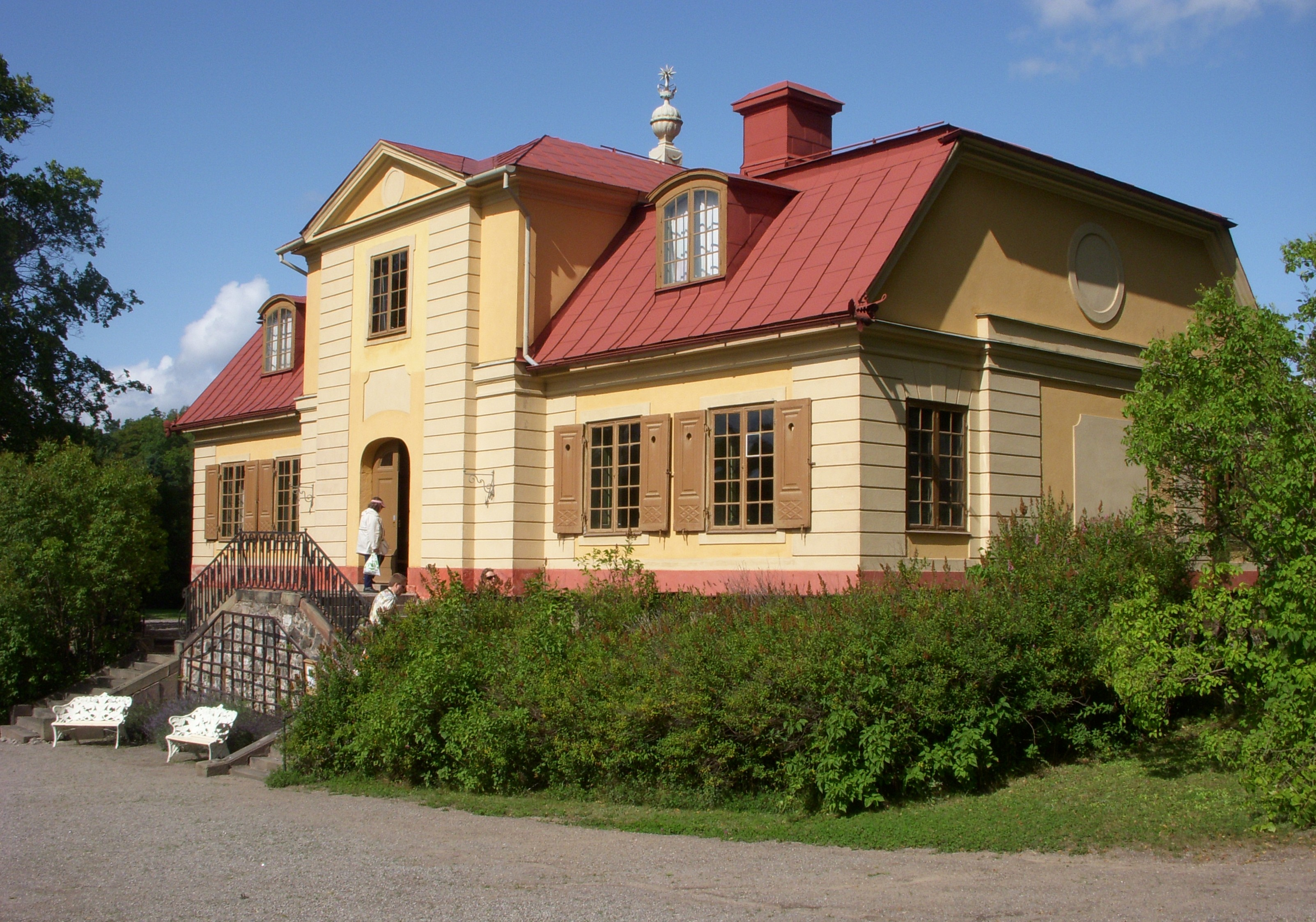
Svindersvik
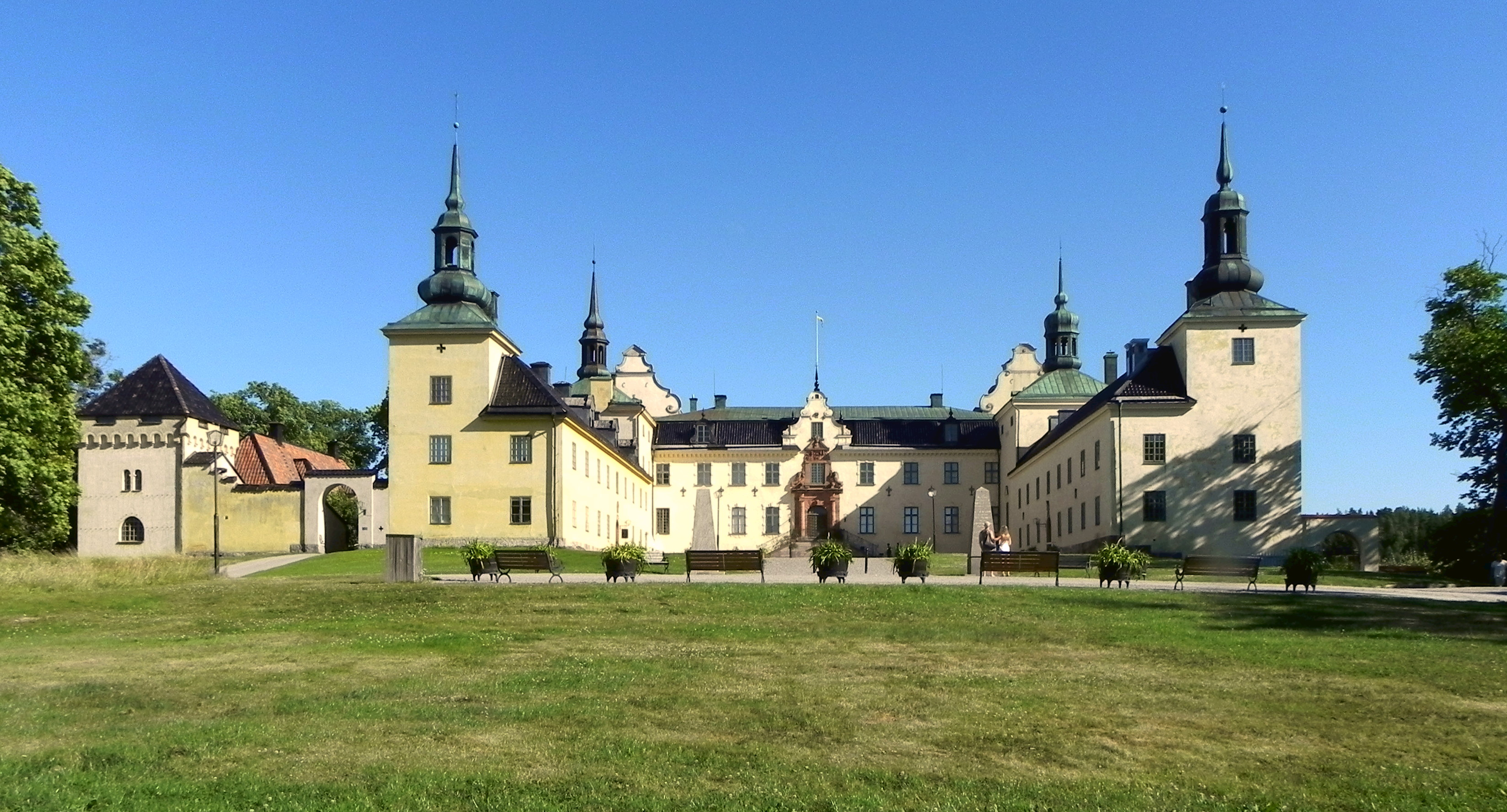
Château de Tyresö
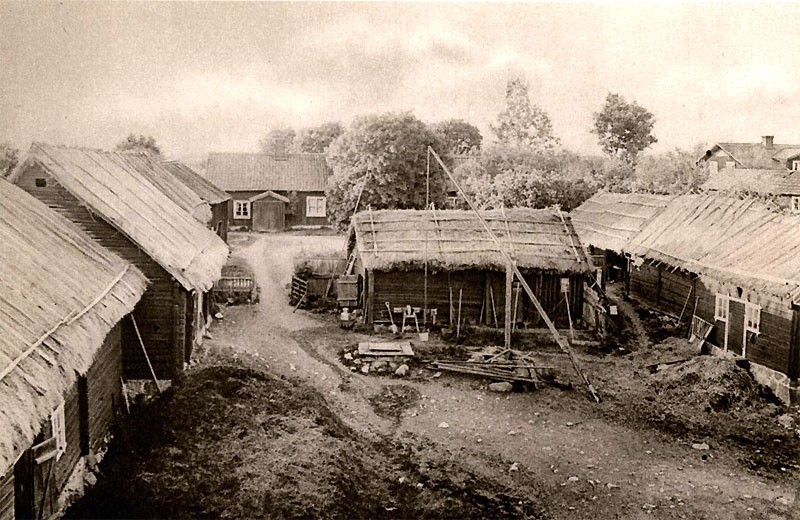
Ferme d'Härkeberga
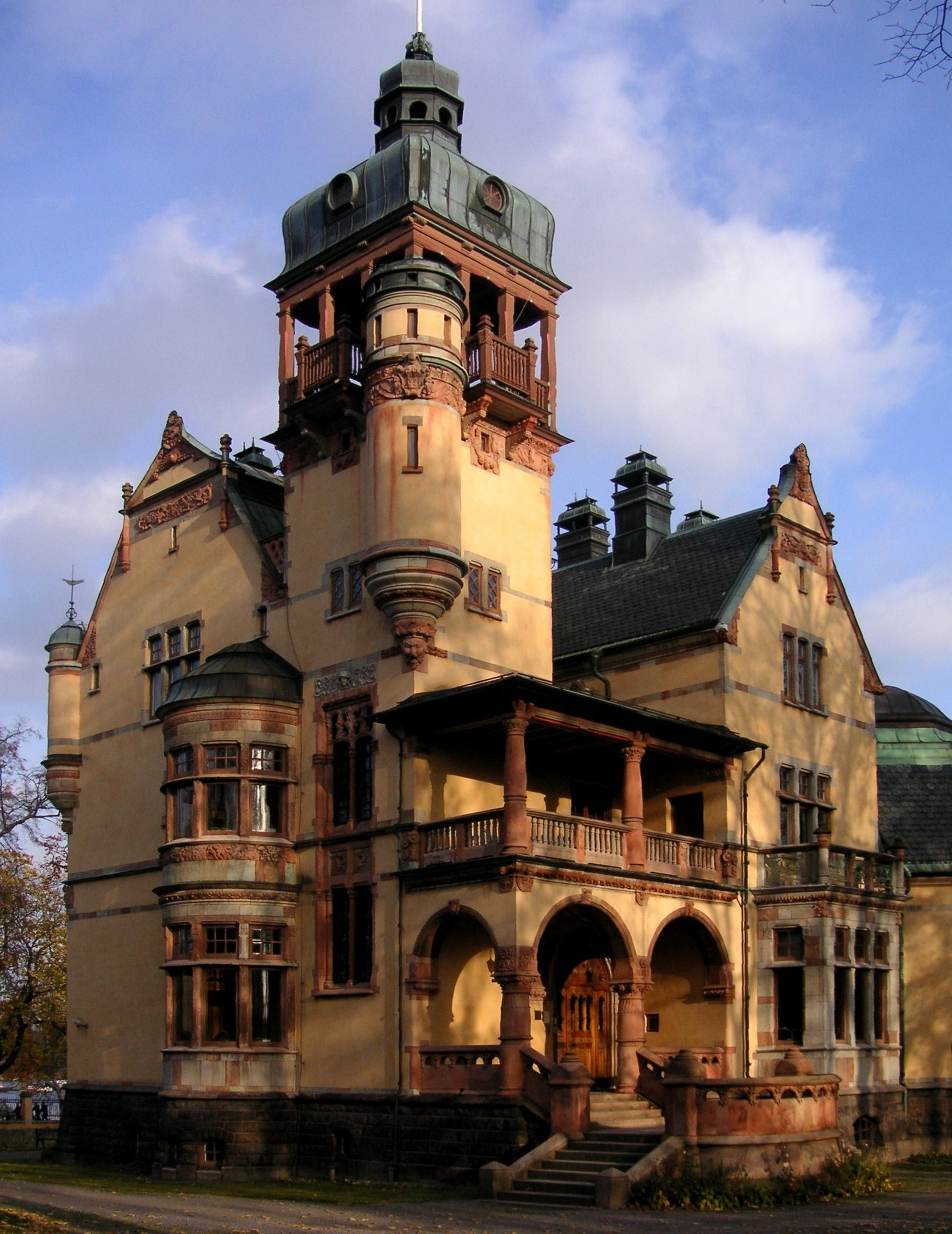
Villa Lusthusporten

Les archives du musée abritent également une vaste collection de documents et environ 6 millions de photographies datant des années 1840 à nos jours,. La bibliothèque de recherche du musée contient 3 800 mètres linéaires de littérature datant du XVIe siècle et suivant.